# Мансарда
„Мансарда ” је југословенска телевизијска серија снимана 2003. и 2009. године у продукцији Телевизије Београд.

## Епизоде
| Сезона | Епизода | Назив                                    | Датум              |
| ------ | ------- | ---------------------------------------- | ------------------ |
| 1      | 1       | Премијера                                | 30. јануара 2003.  |
| 1      | 2       | Они долазе                               | 6. фебруара 2003.  |
| 1      | 3       | Пожар                                    | 13. фебруара 2003. |
| 1      | 4       | Лифт за губилиште                        | 20. фебруара 2003. |
| 1      | 5       | Страх од летења                          | 27. фебруара 2003. |
| 1      | 6       | Осма офанзива                            | 6. марта 2003.     |
| 1      | 7       | Вирус                                    | 13. марта 2003.    |
| 1      | 8       | Контранапад                              | 20. марта 2003.    |
| 1      | 9       | Изложба                                  | 27. марта 2003.    |
| 1      | 10      | Премијера 2                              | 3. априла 2003.    |
| 2      | 1       | Кики                                     | 24.октобра 2009.   |
| 2      | 2       | Црвено и црно—бели                       | 31.октобра 2009.   |
| 2      | 3       | На нашем је спрату као на острву Вануату | 7.новембра 2009.   |
| 2      | 4       | Да ти погледам у длан                    | 14.новембра 2009.  |
| 2      | 5       | Верин рођендан                           | 21.новембра 2009.  |
| 2      | 6       | Лепота је у очима посматрача             | 28.новембра 2009.  |

## Улоге
| Глумац                | Улога                                           |
| --------------------- | ----------------------------------------------- |
| Вера Јовановић        | Вера (16 еп. 2003-2009)                         |
| Светлана Бојковић     | Крунослава Хаџиантић „Круна” (16 еп. 2003-2009) |
| Оливер Ђаја           | Ненад (10 еп. 2003)                             |
| Петар Краљ            | Гвозден (10 еп. 2003)                           |
| Дејан Луткић          | Марко (10 еп. 2003)                             |
| Драгана Стефановић    | Наратор (10 еп. 2003)                           |
| Мина Лазаревић        | Мина (9 еп. 2003)                               |
| Горан Јевтић          | Пеђа (8 еп. 2003)                               |
| Михаило Миша Јанкетић | Гвозден (6 еп. 2009)                            |
| Слобода Мићаловић     | Кики (6 еп. 2009)                               |
| Аљоша Вучковић        | Завиша (6 еп. 2009)                             |
| Милић Вукашиновић     | Џони (6 еп. 2009)                               |
| Ана Маљевић           | (6 еп. 2009)                                    |
| Драгиња Милеуснић     | (6 еп. 2009)                                    |
| Соња Живановић        | (6 еп. 2009)                                    |
| Марина Лазаревић      | (6 еп. 2009)                                    |
| Никола Фишековић      | (6 еп. 2009)                                    |
| Срђан Јовановић       | Милутин (6 еп. 2009)                            |
| Марко Стојановић      | (6 еп. 2009)                                    |
| Богдан Диклић         | (непознат број епизода)                         |

Комплетна ТВ екипа ▼
| Редитељ                   | Стеван Ђорђевић       | (10 еп. 2003)                         |
| Редитељ                   | Филип Чоловић         | (6 еп. 2009)                          |
| Сценариста                | Александар Ђаја       | (16 еп. 2003—2009)                    |
| Сценариста                | Наташа Дракулић       | (6 еп. 2009)                          |
| Продуцент                 | Косовка Ивковић Бобић | продуцент (10 еп. 2003)               |
| Композитор                | Душан Петровић        | (10 еп. 2003)                         |
| Директор фотографије      | Периша Ђинђић         | (10 еп. 2003)                         |
| Монтажер                  | Биљана Кунијевић      | (10 еп. 2003)                         |
| Сценограф                 | Борјана Шуваковић     | (10 еп. 2003)                         |
| Уметнички директор        | Драгослав Ивковић     | (10 еп. 2003)                         |
| Костимограф               | Невена Миловановић    | (10 еп. 2003)                         |
| Одсек за шминку           | Биљана Томић          | шминкер (10 еп. 2003)                 |
| Менаџер продукције        | Драгана Богдановић    | директор филма (10 еп. 2003)          |
| Менаџер продукције        | Драган Костић         | вођа снимања (10 еп. 2003)            |
| Помоћник режије           | Мирослав Лазић        | помоћник редитеља (10 еп. 2003)       |
| Уметнички одсек           | Милан Радановић       | набавни реквизитер (10 еп. 2003)      |
| Одсек за звук             | Бранко Ђорђевић       | миксер звука (10 еп. 2003)            |
| Одсек за звук             | Душан Петровић        | Дизајнер тона (10 еп. 2003)           |
| Одсек за звук             | Владимир Стошић       | микроман (10 еп. 2003)                |
| Одсек за звук             | Милутин Бабић         | микроман (6 еп. 2009)                 |
| Одсек за звук             | Никола Кокотовић      | Дизајнер тона (непознат број епизода) |
| Специјални ефекти         | Зоран Гојковић        | пиротехничар (10 еп. 2003)            |
| Специјални ефекти         | Дејан Трбовић         | пиротехничар (10 еп. 2003)            |
| Одсек за камеру и расвету | Живорад Балабан       | сценски радник (10 еп. 2003)          |
| Одсек за камеру и расвету | Зоран Бељинац         | сценски радник (10 еп. 2003)          |
| Одсек за камеру и расвету | Живорад Цветковић     | техничар за осветљење (10 еп. 2003)   |
| Одсек за камеру и расвету | Бошко Јанковић        | први асистент сниматеља (10 еп. 2003) |
| Одсек за камеру и расвету | Зоран Ковачевић       | сценски мајстор (10 еп. 2003)         |
| Одсек за камеру и расвету | Милан Новаковић       | сценски радник (10 еп. 2003)          |
| Одсек за камеру и расвету | Игор Павловић         | техничар за осветљење (10 еп. 2003)   |
| Одсек за камеру и расвету | Иванов Стојанча       | вођа расвете (10 еп. 2003)            |
| Одсек за камеру и расвету | Горан Томић           | техничар за осветљење (10 еп. 2003)   |
| Одсек за камеру и расвету | Саша Томић            | техничар за расвету (10 еп. 2003)     |
| Одсек за камеру и расвету | Владимир Весковић     | пратилац камере (10 еп. 2003)         |
| Одсек за камеру и расвету | Горан Јовановић       | техничар за осветљење (6 еп. 2009)    |
| Одсек за камеру и расвету | Зоран Перић           | техничар за осветљење (6 еп. 2009)    |
| Одсек за камеру и расвету | Бојан Савић           | вођа расвете (6 еп. 2009)             |
| Одсек за камеру и расвету | Зоран Ђорђевић        | техничар за осветљење (6 еп. 2009)    |
| Одсек за костим           | Вера Кондић           | гардеробер (10 еп. 2003)              |
| Одсек за монтажу          | Никола Станкић        | колорист (6 еп. 2009)                 |
| Остала екипа              | Светлана Лабан        | секретар режије (10 еп. 2003)         |